# 三遊亭多歌介
三遊亭 多歌介（さんゆうてい たかすけ、1966年〈昭和41年〉11月26日 - 2021年〈令和3年〉8月27日）は、落語家。落語協会に所属していた真打。

## 経歴
東京都で生まれ、鹿児島県を経て中1で埼玉県越谷市に転入。越谷市立富士中学校で落語研究会に入部。春日部共栄高等学校在学中、1983年三代目三遊亭圓歌に入門。前座名「歌ちわり」。内弟子として4年半修行に励んだ。1989年に二ツ目昇進、「三遊亭歌風」を襲名。
1998年に三代目三遊亭歌雀、林家しゅう平、三遊亭歌武蔵と共に真打昇進、「多歌介」と改名。全国の講演会に出演していた。
2021年8月27日14時40分、新型コロナウイルス感染症のため、死去。54歳没。同月17日の鈴本演芸場での高座が最後の舞台となった。訃報は29日に落語協会から公式に発表された。
2023年11月11日、関係者により「三遊亭多歌介を偲ぶ会」が浅草ビューホテルで開かれた。

## エピソード
- 師匠の三代目三遊亭圓歌が亡くなる直前、弟子が圓歌の耳元で「多歌介が来たら『浪曲社長』（圓歌の持ちネタの一つ）をやらせます」と言ったところ、ベッドサイドのモニターの数値が下がった。あわてて「嘘です」と言ったら上がったという[11]。
- コロナ禍中の講演では「コロナをそんな恐れてはいけない」「笑いで免疫力を上げよう」と語り、同業者にも「コロナは単なる風邪だ」と主張し、「ワクチンは打たないほうがいいよ。俺は打たないから」と宣言するなど、ワクチンに否定的な立場を示していた[12][13][14]。FacebookなどのSNSでも、「PCR検査が医療逼迫の原因」「ワクチンは遺伝子組み換え薬品であり、接種を続けることに不安がある」「イベルメクチン推奨」などの主張を繰り返していた[15]。
- 亡くなった際、マスコミの取材に応じた弟弟子の三遊亭鬼丸は「20日頃に発症して、そこから自宅療養して、26日に入院してから急に(容態が悪化した)」と説明した。鬼丸は「同門のみんなから愛されていましたね。すごく優しくて気遣ってくれる人だった。すごくお母さん思いで、家を建ててあげたりしてた方だったんで」と兄弟子の死を悼む一方、「（兄は）ワクチンを打たないと断言していた」と語り、「だから皆さんはワクチンを打ってください。色々反対派がいるのはわかりますが千葉真一さんも（ワクチンを）打たずに死んでますから」と、兄弟子の反ワクチン的立場を反面教師として、積極的なワクチン接種を訴えた[12][16][17]。

## 芸歴
- 1983年 - 三代目三遊亭圓歌に入門、前座名「歌ちわり」
- 1989年 - 二ツ目昇進、「歌風」を襲名
- 1998年 - 真打昇進、「多歌介」と改名
- 2021年8月27日 - 死去